# Romeo Langford
Romeo Langford (* 25. Oktober 1999 in New Albany, Indiana) ist ein US-amerikanischer Basketballspieler.

## High School und College
Langford besuchte eine Schule in seiner Heimatstadt New Albany (US-Bundesstaat Indiana), wo er vier Jahre Basketball spielte. Bereits als Sophomore erzielte er über 30 Punkte pro Spiel und führte seine Schule zur ersten Meisterschaft seit 1973. Sein persönlicher Bestwert in Punkten waren einmal 63 Punkte in einem Spiel gegen eine Schule aus Jennings County. Er beendete seine Schulzeit mit 3.002 erzielten Punkten in allen Spielen und reihte sich damit auf dem vierten Platz in der High-School-Punkterangliste des Staates Indiana ein. 2018 wurde Langford letztendlich auch zum „Mr. Basketball“ in Indiana gewählt.
Aufgrund seiner aufsehenerregenden Leistungen während seiner Schulzeit wurden hochkarätige Universitäten auf Langford aufmerksam, wie zum Beispiel Indiana, Louisville, Kansas, Kentucky, UCLA oder Duke. Am 30. April 2018 erklärte er, für die Hoosiers der Indiana University in seinem Heimatstaat spielen zu wollen. Dort stand er von Beginn an als Stamm-Shooting-Guard auf dem Feld. Seinen Bestwert in Punkten am College erzielte er am 3. Januar 2019 beim 73:65-Heimsieg seiner Mannschaft gegen Illinois. Am Ende der Saison hatte er durchschnittlich 16,5 Punkte, 5,4 Rebounds und 2,3 Assists pro Spiel erzielt. Seine 528 erreichten Punkte bedeuteten den dritten Rang in der ewigen Freshman-Bestenliste der Indiana University, nur Eric Gordon und Cody Zeller hatten in ihrem Anfangsjahr für die Hoosiers einen höheren Wert erzielt.
Nach der Saison 2018/19 meldete sich Romeo Langford für das Draft-Verfahren der NBA an, bei dem er von Fachleuten als Kandidat für die vorderen Plätze angesehen wurde und letztlich als 14. Spieler ausgewählt wurde. Die Boston Celtics sicherten sich seine Rechte.
Er spielte bis Februar 2022 in Boston, blieb auch aufgrund von Verletzungen stets Ergänzungsspieler, wurde dann im Rahmen eines Tauschgeschäfts an die San Antonio Spurs abgegeben. In 43 Spielen für die Texaner erhielt er mit fast 20 Minuten je Begegnung seine bisher höchste Einsatzzeit seit seinem Wechsel in die NBA. Ende August 2023 wurde Langford von den Utah Jazz verpflichtet, Mitte Oktober 2023 jedoch wieder aus dem Aufgebot gestrichen. Langford bestritt in der Saison 2023/24 13 Spiele für die Salt Lake City Stars in der NBA G-League und kam auf einen Mittelwert von 8 Punkten.
BCM Gravelines aus der französischen Ligue Nationale de Basket nahm den US-Amerikaner Ende Oktober 2024 unter Vertrag.

## Karriere-Statistiken

### NBA
Hauptrunde
| Saison  | Team   | GP | GS | MPG  | FG % | 3P % | FT % | RPG | APG | SPG | BPG | PPG |
| ------- | ------ | -- | -- | ---- | ---- | ---- | ---- | --- | --- | --- | --- | --- |
| 2019–20 | Boston | 32 | 2  | 11.6 | .350 | .185 | .720 | 1.3 | 0.4 | 0.3 | 0.3 | 2.5 |
| Gesamt  | Gesamt | 32 | 2  | 11.6 | .350 | .185 | .720 | 1.3 | 0.4 | 0.3 | 0.3 | 2.5 |

Play-offs
| Saison  | Team   | GP | GS | MPG | FG % | 3P % | FT % | RPG | APG | SPG | BPG | PPG |
| ------- | ------ | -- | -- | --- | ---- | ---- | ---- | --- | --- | --- | --- | --- |
| 2019–20 | Boston | 7  | 0  | 6.6 | .400 | .500 | .500 | 0.4 | 0.3 | 0.1 | 0.0 | 1.4 |
| Gesamt  | Gesamt | 7  | 0  | 6.6 | .400 | .500 | .500 | 0.4 | 0.3 | 0.1 | 0.0 | 1.4 |